# CROSS EARLY MORNING SHOW
CROSS EARLY MORNING SHOW（クロス・アーリー・モーニング・ショー）は、CROSS FMで放送されていたラジオ番組。
2003年3月31日～2004年4月3日の毎週月曜日から土曜日の6:00〜7:00、北九州本社第2スタジオから生放送された。

## 概要
- CROSS FM開局10周年を迎える2003年春の番組改編により、それまで放送されていた「CROSS RISING LIVE 600」がリニューアルしてスタートした番組だが、内容はほとんど変化はなかった。
- ニュースや天気予報に1980年代の洋楽を中心に選曲された音楽を織り交ぜて放送した。
- 放送形式はナビゲーターが選曲、しゃべり、放送機器の扱いまですべてを1人で行う、いわゆるワンマンDJスタイルで行われた。

## ナビゲーター
- 吉岡純子（月、火）

同局のラインアナ。前番組「CROSS RISING LIVE 600」から引き続き担当。レギュラー番組の担当はこれが最後となっているが、現在も同局のラインアナを務めている。
- 佐藤忠典（水〜土）

同じく前番組からの担当。現在のところ同局での番組担当はこれが最後となっているが、未だ同局の公開生放送などでスタッフとして参加することがある。

## タイムテーブル
6:00 オープニング→1曲
6:10 News Flash→2曲
6:25 Weather Forecast（天気予報）→2曲
6:35 News Flash→ Weather Forecast→1曲
6:50 エンディング
6:55 Final Run（最後の曲、この曲を聴きながら番組が終了する）

## CROSS EARLY MORNING SUNDAY
この番組が放送された時期（2003年4月7日～2004年4月4日）の毎週日曜日6:00-7:00に、この番組の日曜日版として「CROSS EARLY MORNING SUNDAY」が放送された。
ナビゲーターは同局のレポーターを務めたチェルシーが担当。
ディレクターは佐藤忠典が務めていた。

## エピソードなど
- 番組の内容はジングル、BGM、メールアドレスが変わった以外、前番組「CROSS RISING LIVE 600」とほとんど変わらない。この番組のタイトルの変更は、この時の番組改編により平日のワイド番組が「CROSS MORNING SHOW GOOD MORNING DMD」「CROSS AFTERNOON SHOW RADIO GOO」「CROSS EVENING SHOW JUST RADIO」と「CROSS 〜 SHOW」に画一化されたために合わせたものと思われる。
- この番組の担当ADも前番組「CROSS RISING LIVE 600」からの引き続きであるが、ADがつくのは吉岡純子担当の月・火のみとなり、佐藤忠典担当の水〜土は全てを佐藤1人で放送した。
- 土曜日の放送では、水〜金で寄せられたリクエストを中心に選曲された。
- この時期は各生放送番組のエンディングで、次の生放送番組のナビゲーターとのクロストークがあったが、この番組のみクロストークはなかった。
- 2003年9月6日の放送では、糸島郡志摩町（現・糸島市）の芥屋海水浴場から生放送された。これは当日12時からの「CROSS SUPER SATURDAY」が芥屋海水浴場にて行われた野外ライヴイベント「SUNSET LIVE」の会場からの生放送であり、その放送スタッフとして佐藤が現地に行ったためである。

| CROSS FM 早朝の番組   | CROSS FM 早朝の番組      | CROSS FM 早朝の番組             |
| 前番組                | 番組名                   | 次番組                          |
| --------------------- | ------------------------ | ------------------------------- |
| CROSS RISING LIVE 600 | CROSS EARLY MORNING SHOW | CROSS MORNING SHOW AIR MAGAZINE |